# Тоннельная балка
Туннельная (укр. Тунельна балка) — балка с ручьём в южной части города Днепр, Украина. Находится между улицей Космической и проспектом Гагарина.

## Общая информация
Балка имеет почвозащитное, водорегулирующее, научно-познавательное, рекреационное и эстетическое значение. Урочище Туннельная балка — известное место отдыха горожан. Через балку проходит электрифицированная железная дорога (перегон Встречный — Днепр-Лоцманский). Здесь расположен один из порталов Лоцманского железнодорожного туннеля.

## Флора и фауна

### Растительность
В Туннельной балке произрастают различные виды деревьев и кустарников, наиболее распространены: дуб, вяз шершавый, шелковица (тутовое дерево), абрикос, татарский клен, американский клен, бузина чёрная, ясень обыкновенный, белая акация (робиния), айлант, клён белый, скумпия кожевенная. Основная часть древесной растительности относится к искусственной лесопосадке (дуб, абрикос, робиния, клён). Во времена СССР в балке активно высаживались деревья, чтобы поддержать устойчивость склонов балки к эрозии.

### Животный мир
Орнитофауна поздней весной и летом достаточно разнообразна (зарянка, белая трясогузка, обыкновенная иволга, обыкновенная кукушка, обыкновенный скворец, удод, обыкновенный соловей, певчий дрозд, мухоловка-белошейка, зяблик, кряква, обыкновенная пустельга, сплюшка, вяхирь и пр.) Орнитофауна поздней осенью, зимой и ранней весной представлена несколькими видами птиц (большая синица, сойка, сорока, ворон, грач, седой дятел, пёстрый дятел, обыкновенная пищуха).
Млекопитающие представлены очень скудно (обыкновенная белка, мыши). До середины нулевых годов XXI века в балке встречались зайцы, а вплоть до 80-х годов XX века — лисы, косули (до постройки жилого массива Сокол).

## Инженерные сооружения

### Железная дорога
Через Туннельную балку проходит электрифицированная однопутная железнодорожная линия «Апостолово — Нижнеднепровск-Узел» (участок между станциями Встречный и Днепр-Лоцманская (бывш. Днепропетровск-Южный)).

#### Лоцманский железнодорожный туннель

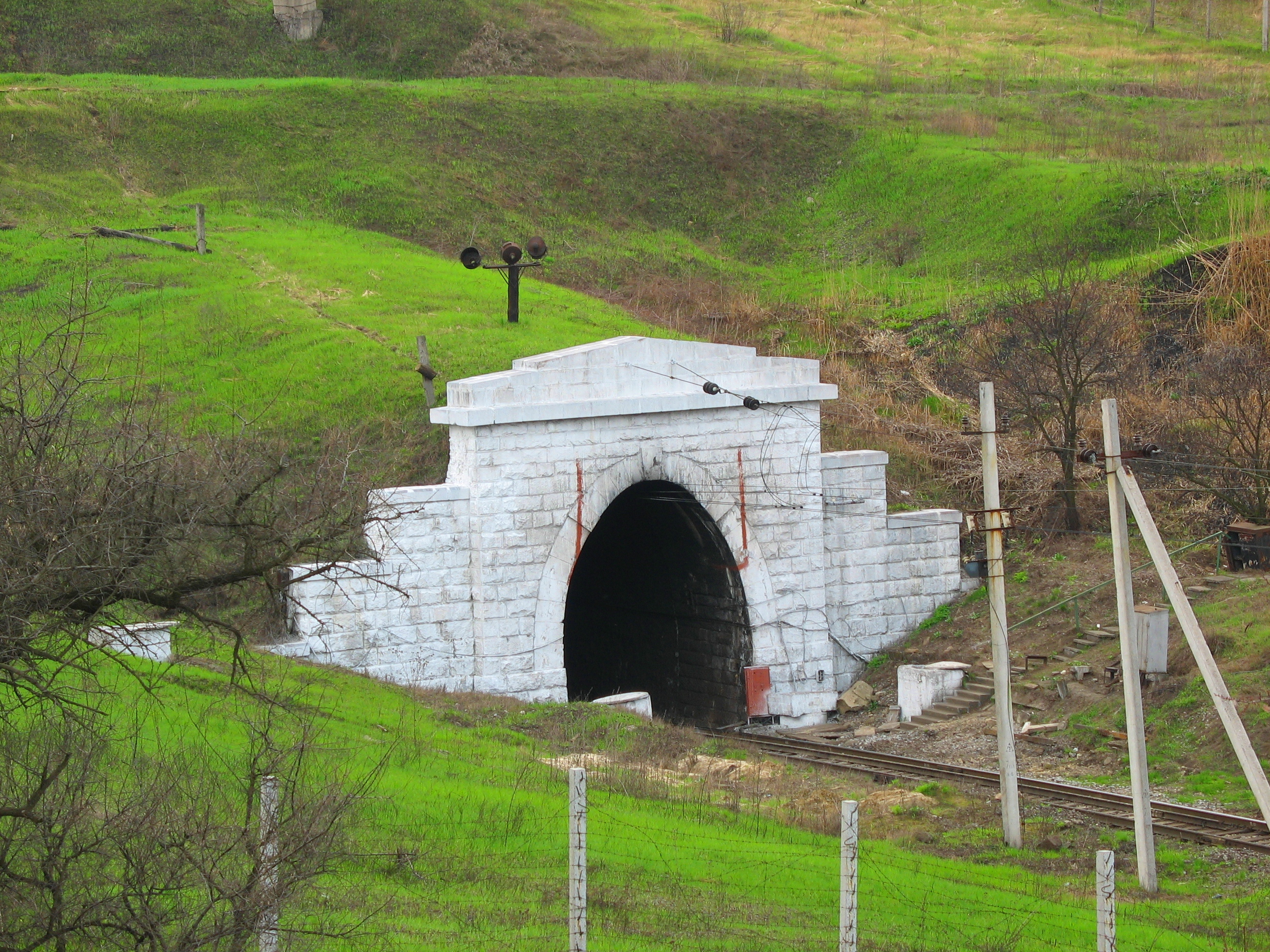
Северный портал Лоцманского ж. д. тоннеля в Туннельной балке

С начала XX века, при правлении императора Николая II, велось строительство стратегической магистральной железной дороги «Херсон — Мерефа». Дорога вводилась в строй уже при Советской власти (1925—1932).
Один из участков трассы Мерефо-Херсонской железной дороги (Апостолово — Лоцманка) проходил через холм на южной окраине Екатеринослава. Чтобы преодолеть это препятствие, в 1929 году, был прорыт Лоцманский железнодорожный туннель. Протяжённость туннеля составила 860 метров.
С момента постройки туннеля, балка обрела своё название «Туннельная». Она стала своего рода коридором для северного выхода из Лоцманского туннеля..

### Дренажные сооружения
Сквозь железнодорожную насыпь проходят два туннеля для сточных вод: малый и большой. Оба туннеля прорыты во времена строительства участка Мерефо-Херсонской железной дороги (Апостолово — Лоцманка, 1929). Об этом свидетельствуют их порталы, состоящие из каменных плит.
На склонах Туннельной балки находятся также железобетонные каналы для отвода дождевых вод. Судя по сохранившимся на них надписям, каналы были сооружены в 1952 году.

## Транспорт
Единственным видом транспорта, доступным непосредственно в самом урочище, является железнодорожный. Туннельная балка — популярное место для трейнспоттинга, фото/видеосъемки рельсовый техники любителями железных дорог.
- Электропоезд ЭР1-221 проходит через Туннельную балку
- Электропоезд ЭР1-107 выходит из Лоцманского туннеля

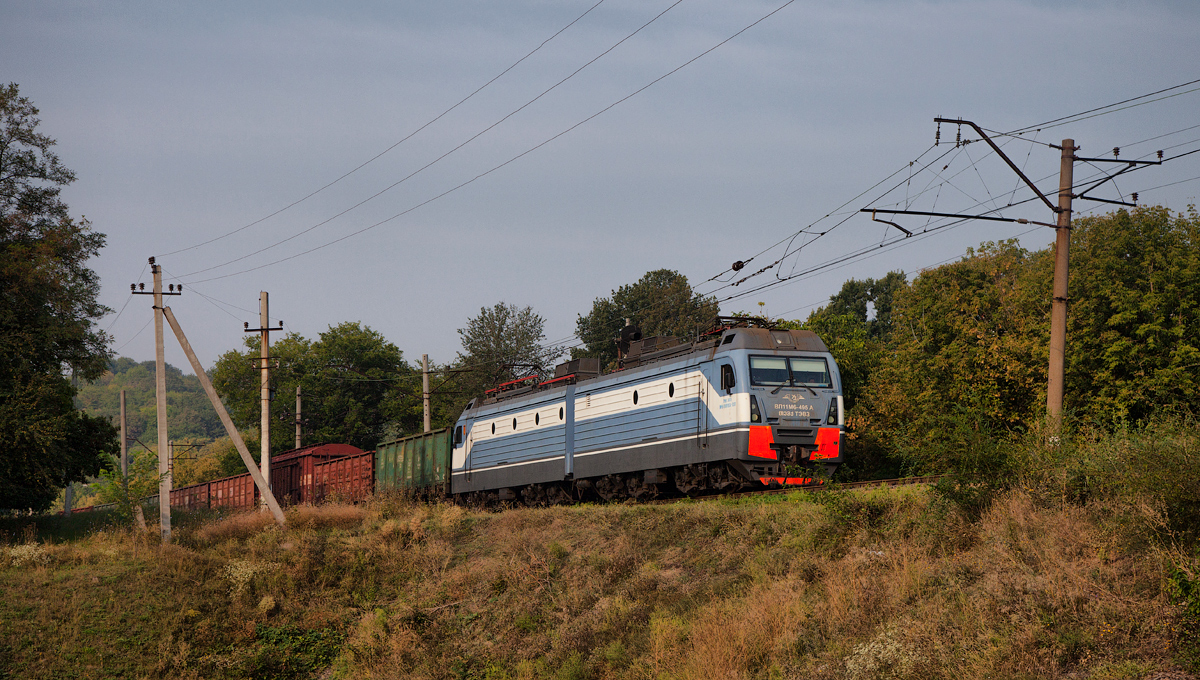
Электровоз ВЛ11М6-495  с грузовым поездом в Туннельной балке
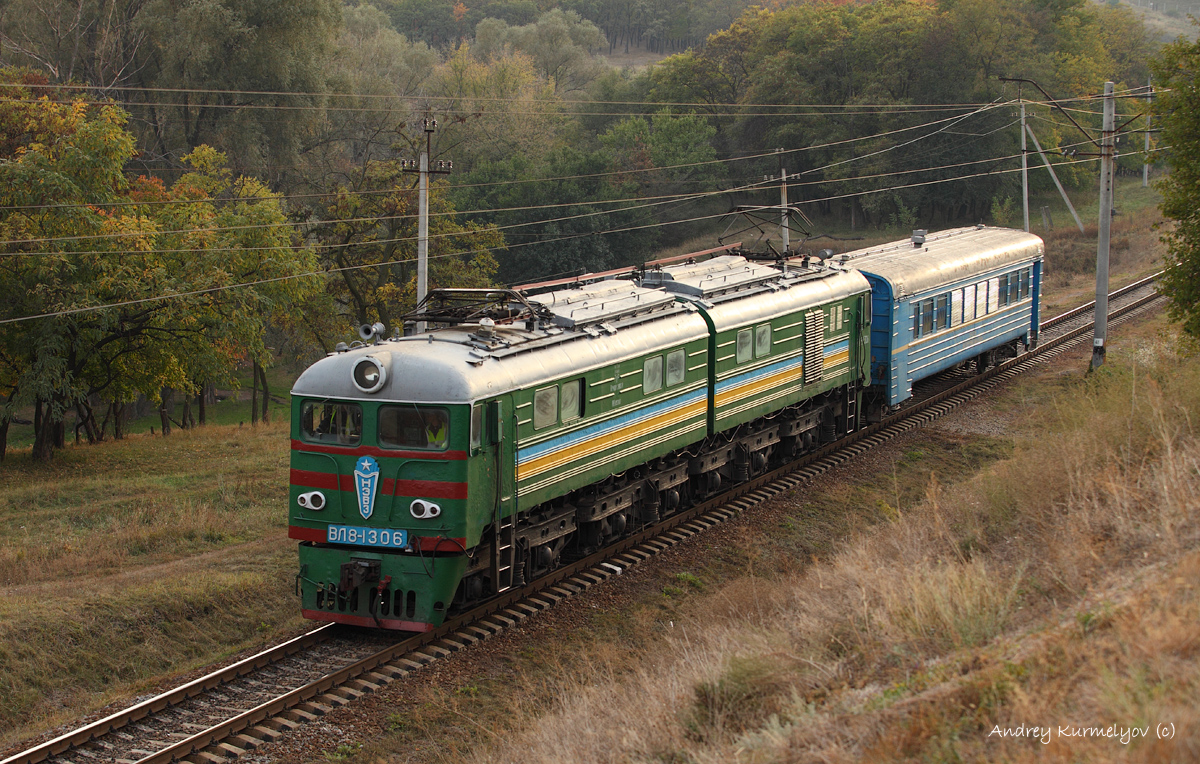
Электровоз ВЛ8-1306 в Туннельной балке
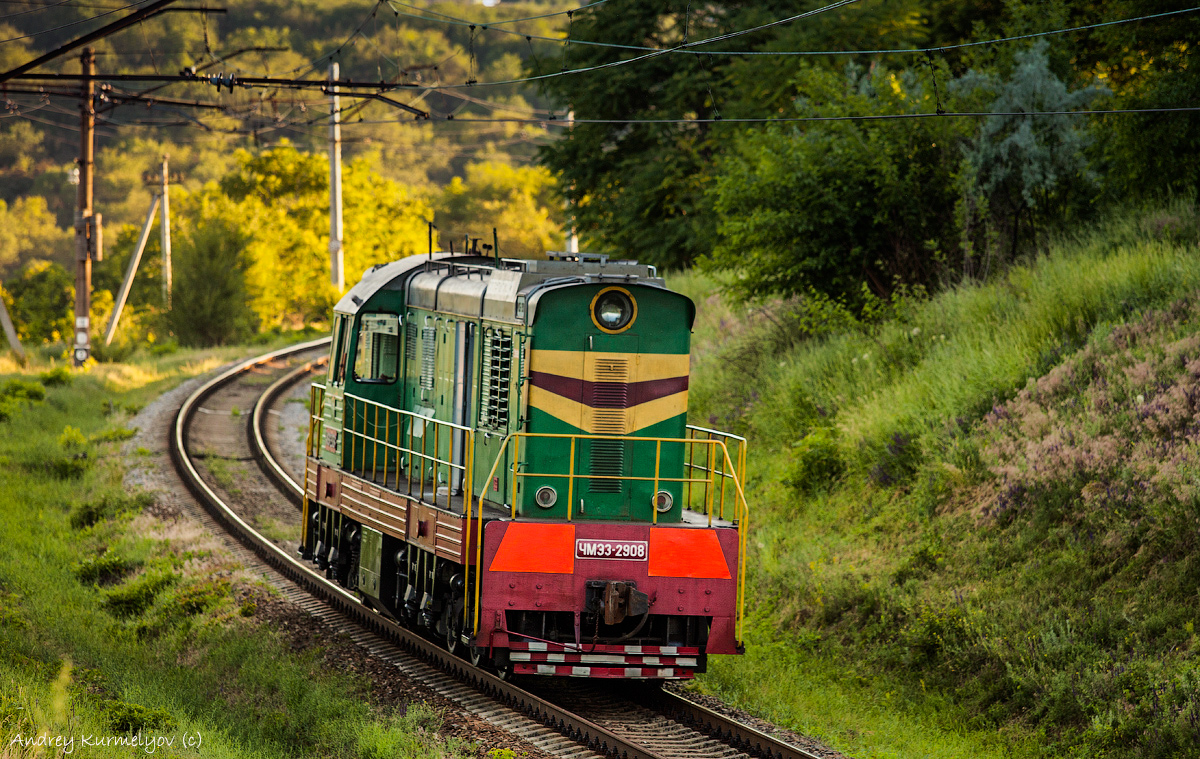
Тепловоз ЧМЭ3-2908 проходит резервом через балку
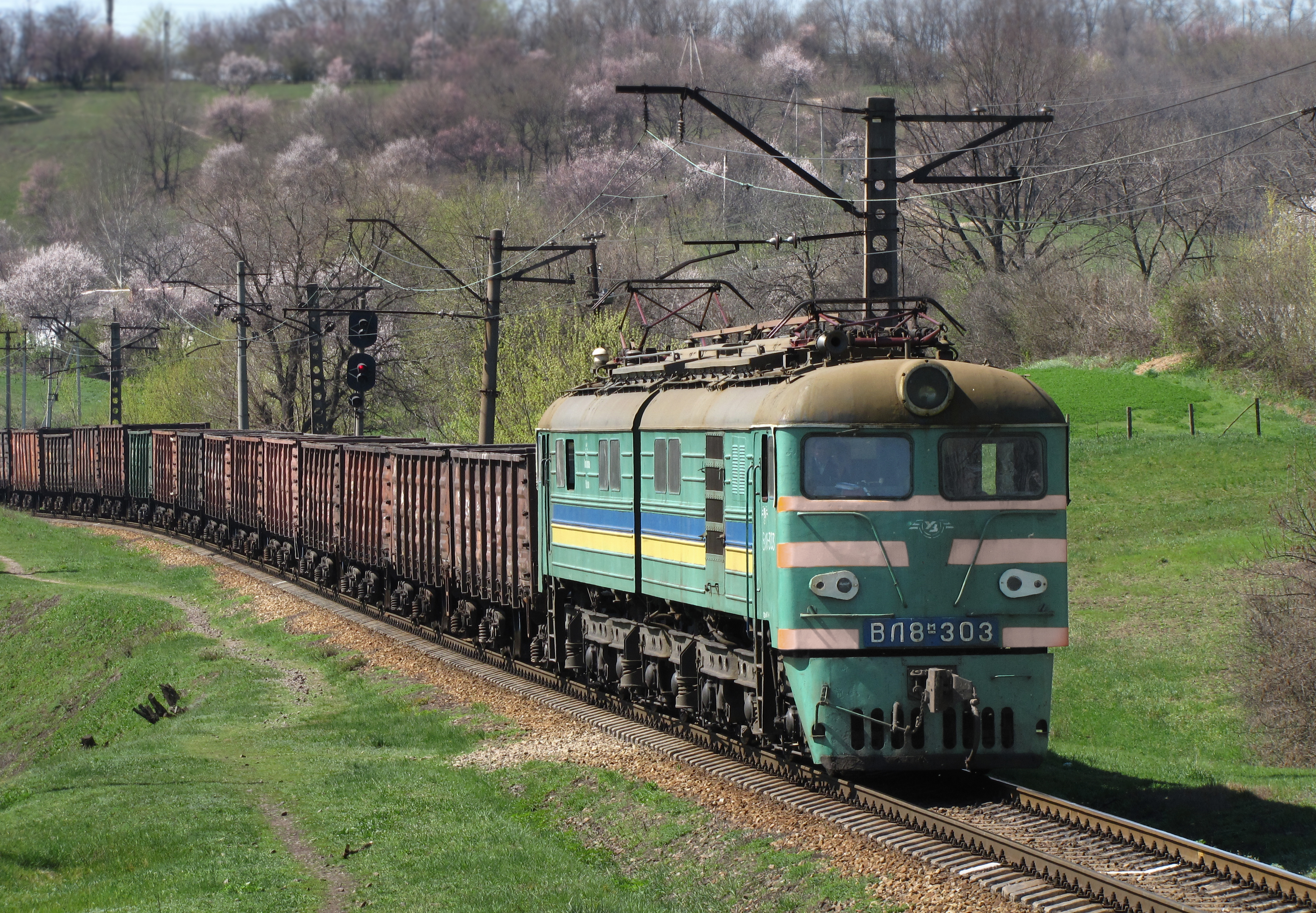
Электровоз ВЛ8м-303 с грузовым поездом в Туннельной балке

### Платформа Тоннельная

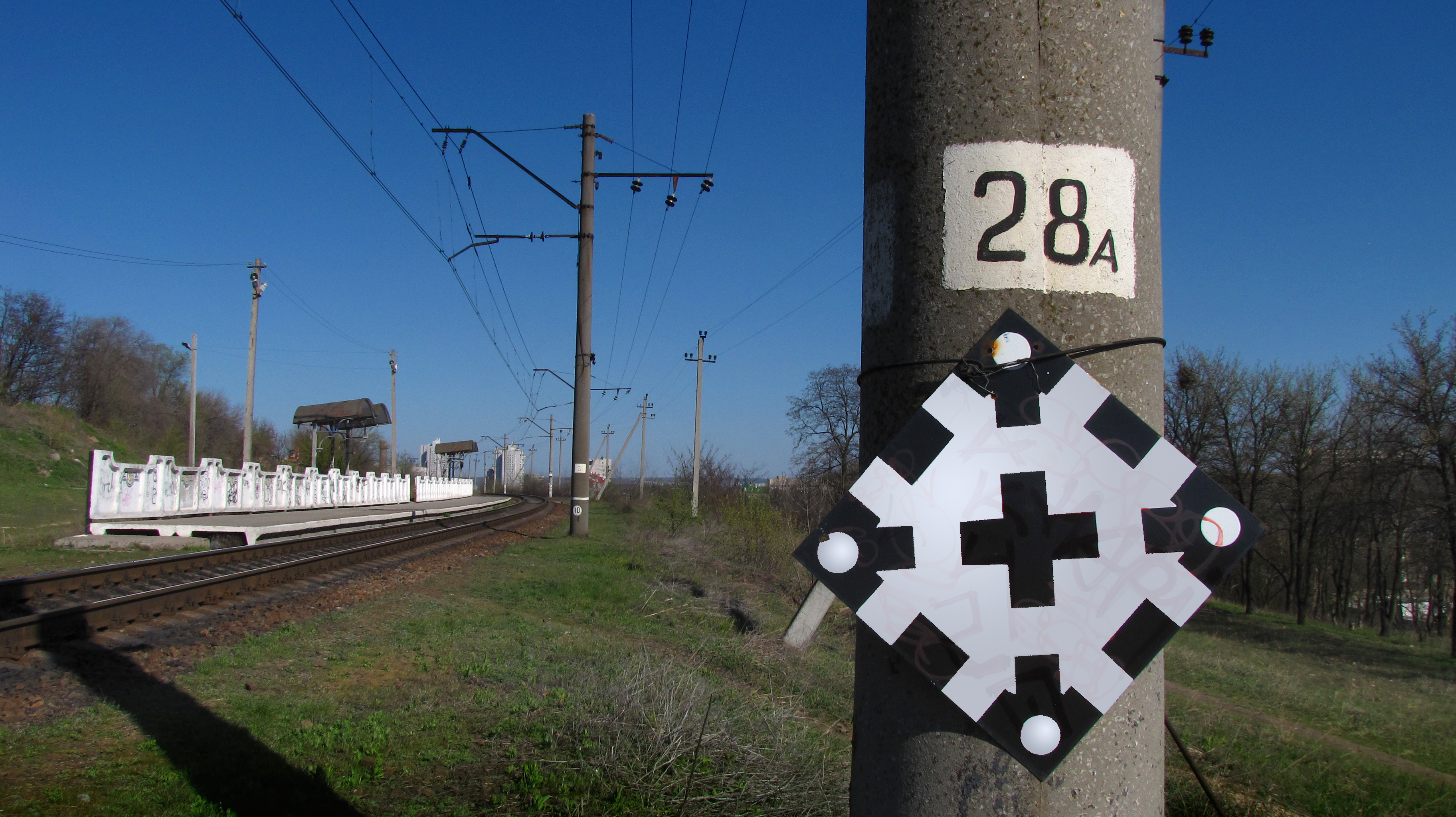
Платформа Тоннельная

В балке находится пассажирская остановочная железнодорожная платформа Приднепровской железной дороги под названием «Тоннельная». Платформа берегового типа, открыта в 1964 году. Расположена на высокой насыпи, с которой открывается живописный вид на Тоннельную балку. В низине, под насыпью, протекает ручей, а также раскинулись заливные луга.
На платформе Туннельная останавливаются пригородные поезда Днепр — Апостолово и Апостолово — Днепр.

## Оползневые процессы
Склоны Туннельной балки подвержены интенсивной эрозии. Через балку протекают несколько ручьев, ухудшающих эрозионную обстановку.
Ещё в начале XX века, профессор Екатеринославского Высшего Горного Училища Леонид Ликарионович Иванов, исследовал материалы бурения в районе строительства туннеля между станциями Лоцманка и Встречный. Результаты этих исследований были напечатаны в 1914—1915 гг. Описывая результаты геологических исследований трассы железнодорожного туннеля, ученый предупреждал строителей об опасности возникновения оползня в Туннельной балке на восточном склоне северной предпортальной выемки туннеля. Он писал: «Это, на мой взгляд, наиболее слабое место туннеля, поскольку вся толща делювиальных суглинков, пропитанных в своей нижней части водой, может легко скользить по также пропитанной водой ровной и скользкой поверхности пестрых глин, образующих могучие оползни, которым способствует еще способность лёсса скалываться вертикальными стенами». Этот прогноз ученого подтвердился. Первый раз — вскоре после открытия железнодорожного движения по Мерефо-Херсонской железной дороге. Второй раз — в июне 1997 года, когда в результате оползня произошло разрушение девятиэтажного дома, школы и частично двух детских садов на жилом массиве Тополь.
В обоих случаях, для преодоления последствий оползня были потрачены значительные усилия и средства.

## Туризм
Балка является популярным местом отдыха для горожан, в частности, для жителей жилых массивов Тополь, Сокол и Победа.
Туннельная балка — популярное место для занятий велоспортом, в частности кросс-кантри.
До начала XXI века, в восточной части балки находилась трасса для мотокросса, которая располагалась на месте песчаного карьера. С 2004 года трасса и карьер были ликвидированы, на их месте построены лыжный и тюбинговый склоны, ледовый каток (парк развлечений «Лавина»).